# Rue aux Ours (Paris)
Pour les articles homonymes, voir Rue aux Ours.
La rue aux Ours est une rue du 3e arrondissement de Paris, située dans le coin sud-ouest de l'arrondissement.

## Situation et accès
Elle est prolongée vers l'est par la rue du Grenier-Saint-Lazare, et vers l'ouest et le 2e arrondissement par la rue Étienne-Marcel.
La rue aux Ours est desservie par la ligne 4 à la station Étienne Marcel et par la ligne 11 à la station Rambuteau.

## Origine du nom
Sauval indique qu'en 1209, 1297 ou 1300 cette rue est désignée dans un texte rédigé en latin médiéval vicus ubi coquuntur anseres, c'est-à-dire « rue ou l'on cuit les oies ».
Elle est citée dans Le Dit des rues de Paris (vers 1280-1300), de Guillot de Paris, sous la forme rue As Ouës « rue aux oies ». Un manuscrit de l'abbaye Sainte-Geneviève, datant de 1450, mentionne la rue aux Oes « idem ». La forme Ours semble apparaître vers le XVIIe siècle, puisqu'elle est citée sous le nom de rue aux Ours dans un manuscrit de 1636.
L'élément Ours est une altération d’un plus ancien Oe, Oues, c'est-à-dire « oies », qualificatif qui évoque les nombreux rôtisseurs installés autrefois dans cette rue,. 
« Je dirai en passant que le nom de la rue aux Oues a été changé, & que mal à propos pour l'établir on a sculpé un ours contre une de ses maisons, puisque son vrai nom est celui de la rue aux Oues, parce que de tout tems c'étoit une Rotisserie publique : & comme alors on n'étoit pas si friand qu'aujourd'hui, les oisons du voisinage chargeoient plus les broches que les chapons du Mans, ni les autres viandes délicates, qu'on apporte de loin. Et de fait dans toutes les anciennes chartes, elle est appelée la Rue où l'on cuit les oies : ce changement de nom vient de ce que nos anciens prononçaient la lettre O, comme nous prononçons Ou, & ainsi appelloient Oue, ce que nous appelions Oie, si bien qu'il faudroit dire la rue aux Oies, & non pas la rue aux Oues (Henri Sauval, 1723). »
En réalité, la forme oe, oue représente l'évolution régulière en langue d'oïl du latin auca « oie », c'est la forme oie qui est aberrante. En effet, elle est sans doute motivée par l'attraction du oi- de oiseau. En revanche, l'altération Oue → Ours s'explique mal et correspond peut-être à une réaction érudite, le français populaire ne prononçait plus le -r final des mots terminés par cette consonne. Le même phénomène s'observe dans le nom des rues homonymes de Rouen et de Metz.

## Historique
La rue était située à l'intérieur de l'enceinte de Philippe-Auguste entre la poterne du Bourg-l'Abbé à l'angle du boulevard Sébastopol et la deuxième porte Saint-Martin à l'angle de la rue Saint-Martin.
Selon Sauval, un proverbe disait « vous avez le nez tourné à la friandise, comme Saint-Jacques-l'Hôpital », car le portail de cette église se trouvait autrefois face à la rue aux Oies,.
Cette rue qui reliait depuis le XIIIe siècle la rue Saint-Martin à la rue Saint-Denis fut amputée lors du percement du boulevard de Sébastopol en 1854, puis une autre partie fut intégrée dans la rue Étienne-Marcel lors de son ouverture en 1881.
En 1817, la rue aux Ours, d'une longueur de 177 mètres, commençait aux 135-137, rue Saint-Martin et finissait aux 202-204, rue Saint-Denis. Elle était située dans l'ancien 6e arrondissement.
Les numéros de la rue étaient rouges. Le dernier numéro impair était le no 55 et le dernier numéro pair était le no 60. Les numéros pairs étaient dans le quartier de la Porte Saint-Denis et les numéros impairs étaient dans le quartier des Lombards.
La rue originellement très étroite est élargie au début du XXe siècle par démolition et reconstruction en recul des immeubles du côté nord (numéros pairs) pour un projet d'axe est-ouest qui aurait relié la rue Étienne-Marcel au boulevard Beaumarchais. Après un début d'exécution par l'élargissement de la rue de la Perle et percement de la courte rue Roger-Verlomme, ce projet est abandonné. La construction de l'immeuble du no 2 à l'angle de la rue Saint-Martin qui régularise la largeur de la rue est plus récente. 

### Traditions populaires
C'était dans cette rue, au coin de la rue Salle-au-Comte (rue au Comte-de-Dammartin, disparue), qu'était enfermée, dans une grille en fer, une « Notre-Dame dite de la Carole », devant laquelle, jusqu'en 1789, on entretenait une lampe allumée. Selon la tradition, le 3 juillet 1418, un Garde suisse sortant d'un cabaret, après avoir perdu son argent, frappa la statue de plusieurs coups de sabre et elle se mit alors à saigner. Le soldat fut arrêté, conduit devant le chancelier de Marle et condamné à mort. La véracité de l’histoire est douteuse car on n'en trouve aucune trace dans les textes officiels de l’époque, et le chancelier de Marle était mort victime de la guerre civile entre Armagnacs et Bourguignons le mois précédent. Néanmoins, une fête populaire en mémoire de cette histoire avait lieu dans la rue aux Ours tous les ans, le 3 juillet ; il y avait un feu d'artifice et un mannequin gigantesque habillé en Garde suisse, que l'on appelait « le Suisse de la rue aux Ours » qui était brûlé. La Révolution mit fin à cette tradition burlesque. 
Jean Lepautre exécuta une gravure représentant cet événement .

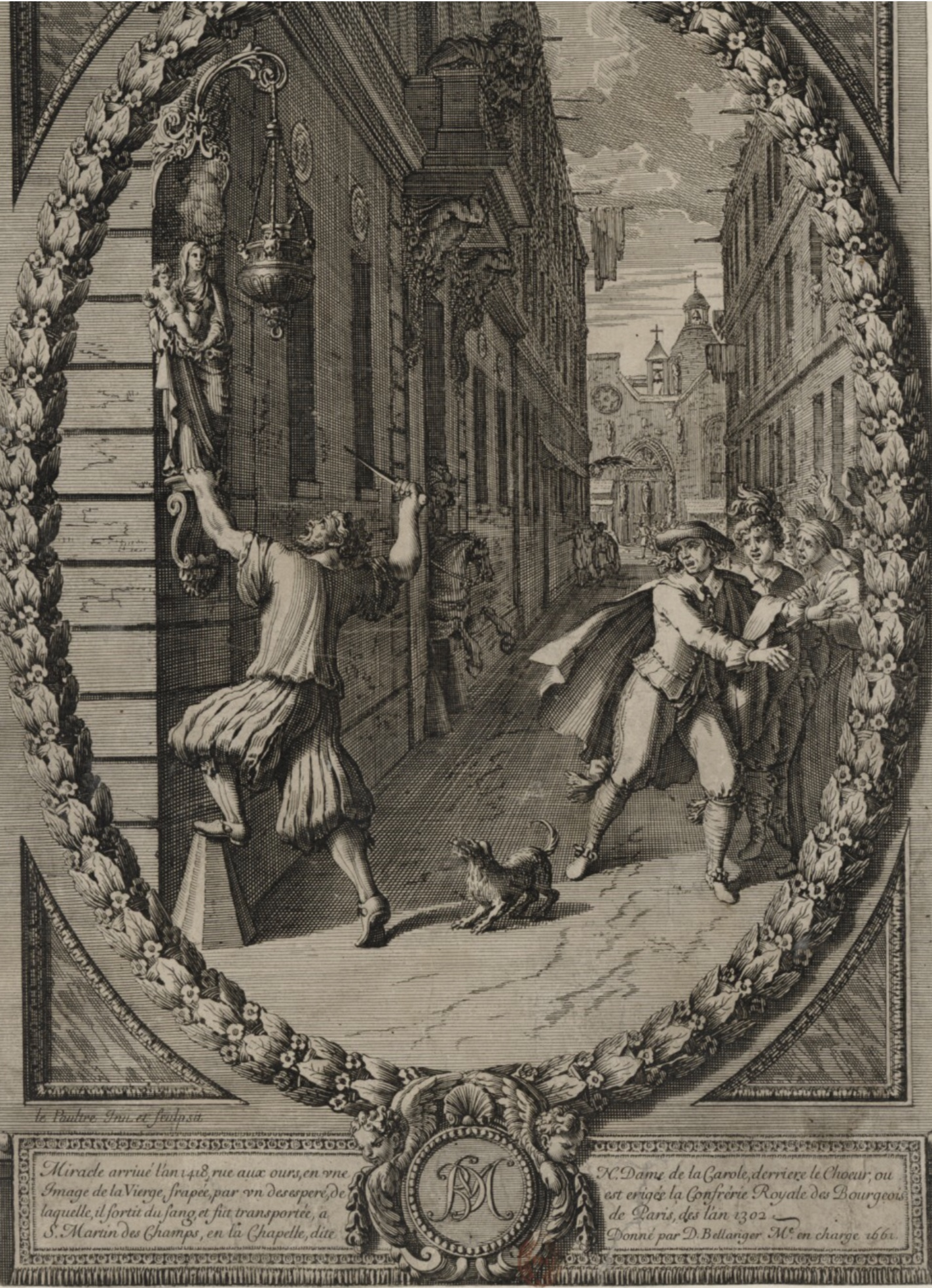
Gravure de Jean Lepautre représentant le miracle de la rue aux Ours.

Le 1er septembre 1426, pour la fête de saint Leu et saint Gilles, qui est la fête patronale de la paroisse Saint-Leu-Saint-Gilles, un mât de cocagne est dressé avec pour trophée une oie et six blancs. Le meilleur grimpeur ne parvint pas jusqu’en haut mais on lui remit toutefois l’oie seule.

## Bâtiments remarquables, et lieux de mémoire

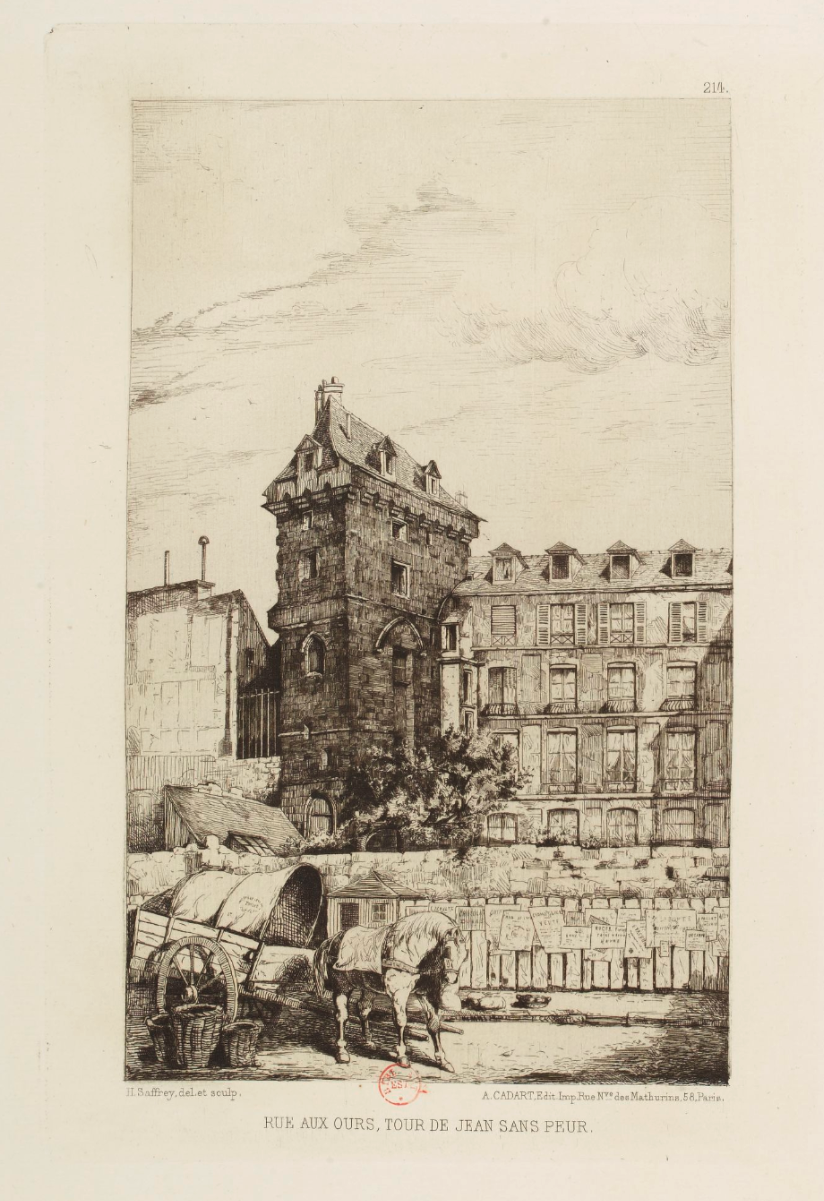
Henri Alexandre Saffrey : Rue aux Ours - Tour de Jean-sans-Peur (eau-forte, 1873).

- Il y avait dans cette rue en 1675, une auberge à  l'enseigne du Soufflet vert[10].
- Le 8 mars 1676, Justin Goblin, maître chaircuitier à Paris, demeurant rue aux Ours : donation à Catherine David, veuve de François Boissierre, demeurant à Chelles-Sainte-Bauxotour, sa nièce, d'une rente de 14 livres tournois[11].
- Nos 4-4 bis : immeuble industriel primé au concours de façades de la Ville de Paris, en 1909[12].